# Drimia purpurascens
Drimia purpurascens J.Jacq. è una pianta della famiglia delle Asparagacee (sottofamiglia Scilloideae).

## Descrizione
Scapo fiorifero a pannocchia, alto circa 30 cm. Petali lunghi color rosa antico con venatura assiale marrone. Fiorisce ad agosto.
Come altre scille, durante il periodo estivo le foglie seccano.

## Distribuzione e habitat
La specie è diffusa sui litorali di Spagna, Corsica, Sardegna e Nord Africa.